# Atteln
Atteln is een plaats in de Duitse gemeente Lichtenau (Westfalen), deelstaat Noordrijn-Westfalen, en telt 1.515 inwoners (2007).

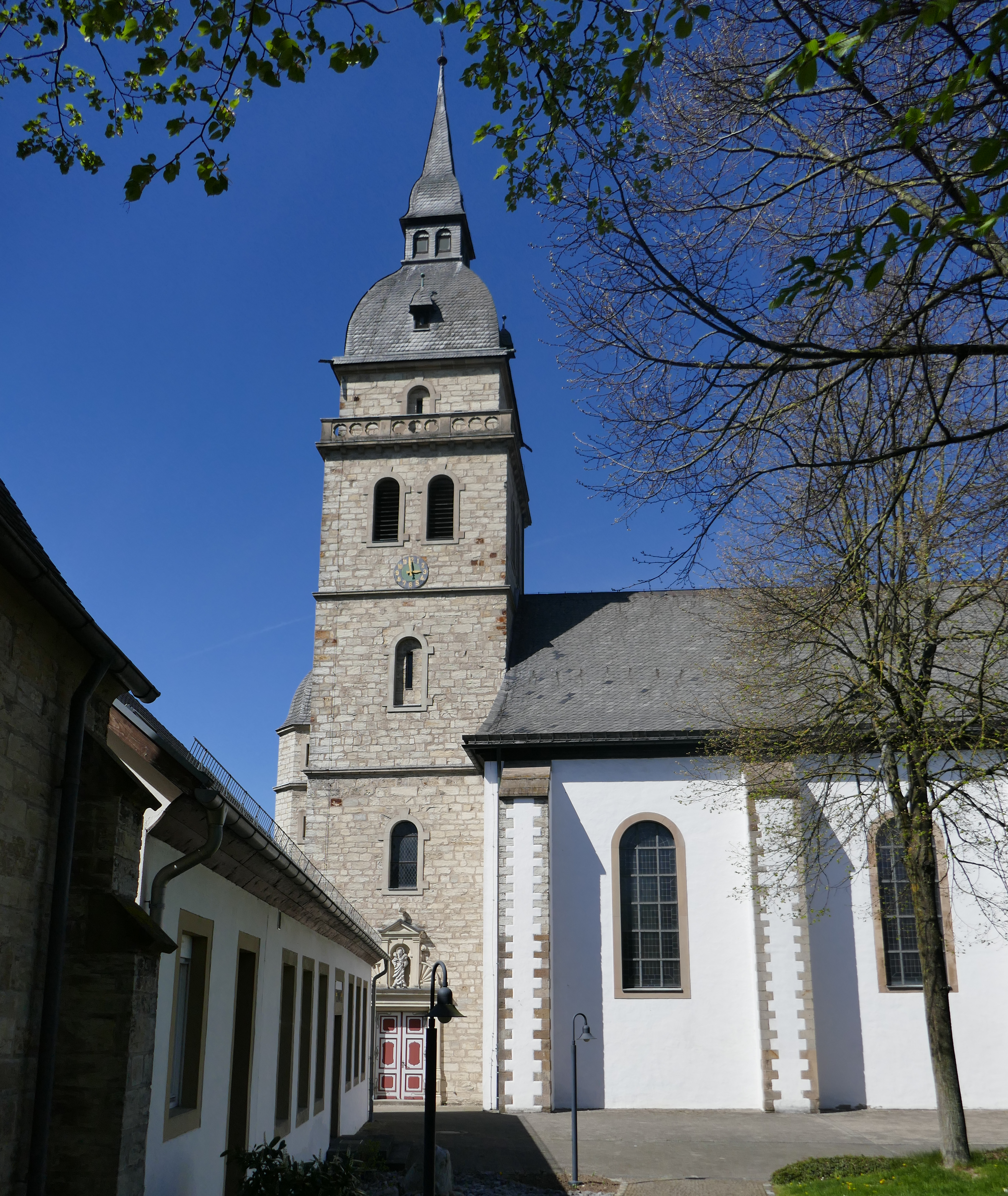
St. Achatiuskerk